# Innovationsökonomik
Die Innovationsökonomie (oder auch Innovationsökonomik) ist eine Teildisziplin der Wirtschaftswissenschaft.
Hauptgegenstand der Innovationsökonomie ist die Analyse des durch Innovationen angestoßenen technologischen und organisatorischen Wandels. Fragestellungen in diesem Kontext sind hierbei unter anderem, in welchem Umfeld Innovation entsteht und sich am Markt durchsetzt; die Entwicklung der Wettbewerbsfähigkeit von Unternehmen und Volkswirtschaften sowie die Auswirkungen auf Entwicklungsunterschiede zwischen Ländern oder Regionen.
Außerdem stellt auch die Untersuchung der Ausbeutung und Verwertung von Erfindungen oder Innovationen einen wichtigen Zweig dieses Forschungsfeldes dar. Insbesondere formale Schutzrechte zur Sicherung geistigen Eigentums wie beispielsweise Patente, Marken oder Urheberrechte stellen einen wichtigen Forschungsschwerpunkt im Feld der Innovationsökonomie dar. Auf der anderen Seite gibt es auch informelle Möglichkeiten, seine Ideen oder Innovationen zu schützen bzw. den Handlungsspielraum für weitere Forschung zu erhalten. Hierzu zählen unter anderem die Methoden Geheimhaltung geistigen Eigentums, Defensivpublikation, aber auch die Einbringung von Wissen in Normen oder Standards. Der Einsatz der verschiedenen Möglichkeiten sowie die Determinanten, welche den Einsatz durch den Akteur bestimmen, stellen ein wesentliches Forschungsfeld der Innovationsökonomie dar.